# 金特·楚姆克勒
金特·楚姆克勒（德語：Günther Zumkeller，20世纪—），德国男子赛艇运动员。他曾代表西德参加瑞士卢塞恩举办的1962年世界赛艇锦标赛，获得男子双人单桨无舵手金牌。